# Jaldessa
Jaldessa (auch als Jaldēsa, Jeldessa oder Ǧildessa geschrieben) ist eine kleine Ortschaft in der Shinile-Zone in der Somali-Region von Äthiopien.
Der Ortsname ist von dem Oromo-Wort jaldeessa für „Affe“ oder „Pavian“ abgeleitet; diese Tiere kamen in dem Gebiet früher zahlreich vor. Der Ort liegt in einem Tal und verfügt natürlicherweise über Wasser, wenn auch von geringer Qualität.
Im 19. Jahrhundert war Jaldessa eine bedeutende Station an der Handelsroute von Harar an das Rote Meer. W. C. Barker erwähnt den Ort 1842 als Karawanenstation im Gebiet der Nole-Oromo an der Route von Zeila nach Harar. 1875 lag Jaldessa im Gebiet der Issa-Somali direkt an der Grenze zu den Nole-Oromo. Ägyptische Truppen errichteten ein Fort, um den Nachschub von der Küste zu sichern, und ein Kontingent von Soldaten aus dem Sudan wurde mit einem ägyptischen Offizier stationiert. Die Menschen bauten Hütten um die mit Steinen und Dornhecken befestigte Station herum, die Somali auf der einen und die Oromo auf der anderen Seite. Auch der Ugas der Issa, Roble Farah, verlegte seinen Sitz nach Jaldessa. Dessen Einwohnerzahl stieg auf 1.500 und verdoppelte oder verdreifachte sich an Markttagen. Nachdem die Ägypter 1885 Harar verlassen hatten, nahm Großbritannien Jaldessa in Besitz und stationierte eine Garnison von 19 Indern und 20 Arabern und Somali.
Im April 1886 wurden ein italienischer Reisender und seine Begleiter in Jaldessa angegriffen und getötet, was Menelik II. als Begründung für einen Angriff auf das Sultanat Harar diente. Nach der Eroberung Harars durch Äthiopien 1887 wurde Jaldessa neben Darmi und Jijiga eines der äthiopischen Forts im Grenzgebiet zu den noch nicht unterworfenen Somali. Die Gouverneure in Jaldessa waren oftmals ausländischer Herkunft, so etwa ein Armenier, der erfolgreiche Feldzüge gegen die Somali im Ogaden führte. Jaldessa war schwer von der großen Hungersnot in den 1890er Jahren betroffen, behielt aber seine Bedeutung als Handelszentrum. Es findet als solches Erwähnung in zahlreichen Kolonialverträgen. Die Grenzlinie zwischen der Französischen Somaliküste und Britisch-Somaliland bzw. zwischen dem heutigen Dschibuti und Somaliland/Somalia wurde 1888 von Loyada nach Jaldessa gezogen. Das anglo-italienische Protokoll vom 5. Mai 1894 teilte Jaldessa Italien zu, und bereits 1890 hatte Crispi Menelik II. um Erlaubnis gebeten, die italienische Flagge in Jaldessa zu hissen, um britischen und französischen Ansprüchen zuvorzukommen.
Am 3. März 1900 erreichte der deutsche Naturforscher Carlo von Erlanger Jaldessa und beschreibt den Ort als "Handelsplatz von Wichtigkeit", da er Kreuzungspunkt verschiedener Karawanenstraßen sei. Der Ort sei jedoch "berüchtigt wegen seiner furchtbaren Fieber, hervorgerufen durch die schlechte Beschaffenheit des Wassers, und wegen der furchtbaren Moskito-Plage." Mit dem Bau der Eisenbahnstrecke von Addis Abeba nach Dschibuti und der Gründung von Dire Dawa 1902 sank die Bedeutung der traditionellen Handelsroute und damit auch von Jaldessa. Der Zoll wurde nach Dire Dawa verlegt. Der Niedergang wurde dadurch etwas aufgehalten, dass Großbritannien Karawanen von Zeila nach Harar subventionierte, um diese Route gegenüber der Bahnstrecke konkurrenzfähig zu halten.
Im Ogadenkrieg nahmen somalische Truppen beim Vorrücken auf Dire Dawa den Ort ein. Am 4. Februar 1978 eroberten äthiopische Truppen mit kubanischer Ausrüstung Jaldessa zurück.